# Глорія Голден
Глорія Голден (англ. Gloria Holden, нар. 5 вересня 1903, Лондон, Велика Британія — пом. 22 березня 1991, Редлендс, Каліфорнія) — американська акторка.

## Життєпис
Глорія Голден народилася в Лондоні, але ще дитиною була перевезена в США, де її сім'я влаштувалася в Пенсільванії. Акторську освіту отримала в Американській академії драматичного мистецтва в Нью-Йорку.
Дебютувала на театральній сцені, а на початку 1930-х вже грала невеликі ролі на Бродвеї. Водночас Голден вперше з'явилася на великому екрані, виконавши в 1936 році свою першу велику і найбільш відому роль — вампірку графиню Марію Зелеську у фільмі жахів «Дочка Дракули». Рік потому виконала ще одну примітну роль — Олександрин Золя в біографічній драмі «Життя Еміля Золя», відзначеної трьома преміями Американської кіноакадемії. Протягом 1940-х і 1950-х років Голден продовжувала досить багато зніматися, а в 1958 році завершила кар'єру, виконавши свою останню роль в романтичній комедії Блейка Едвардса «Приємні відчуття».
Акторка двічі була у шлюбі. Від першого чоловіка народила сина Ларі Голдена, який став актором під псевдонімом Глен Корбетт. Її внучка, Лорі Голден стала відомою ролями в серіалах «Секретні матеріали» і «Ходячі мерці». З другим чоловіком Лорі Голден прожила з 1944 року до своєї смерті від серцевого нападу в 1991 році.

## Вибрана фільмографія
| Рік  |   | Українська назва | Оригінальна назва      | Роль                   |
| ---- | - | ---------------- | ---------------------- | ---------------------- |
| 1936 | ф | Дочка Дракули    | Dracula's Daughter     | графиня Марія Залеська |
| 1937 | ф | Життя Еміля Золя | The Life of Emile Zola | Александрін Золя       |